# فاليريو زغونيا
فاليريو ستيفان Zgonea (مواليد 3 سبتمبر 1967، كرايوفا) هو سياسي الرومانية والرئيس الحالي لمجلس النواب في رومانيا منذ 3 يوليو 2012.

## التصريحات المعادية للسامية العامة، وانتقادات من جانب الجالية اليهودية الرومانية
فاليريو Zgonea كانت موضع انتقاد شديد في وسائل الإعلام  بسبب معاداة السامية تصريحات أدلى بها في 22 فبراير، 2007، في البرلمان الروماني: «Statul استي jidan، ASA 1 întotdeauna fost» («الدولة هي يهودية، كما كان دائما.» استخدام مصطلح denigratory مع الإشارة إلى الطائفة اليهودية، مصطلح تصنف على أنها تحقير من قبل الأكاديمية الرومانية في القاموس الرسمي المحافظة تحت سلطته، DEX ).